# オーバーボイヒンゲン
オーバーボイヒンゲン (ドイツ語: Oberboihingen) は、ドイツ連邦共和国バーデン＝ヴュルテンベルク州シュトゥットガルト行政管区のエスリンゲン郡に属す町村（以下、本項では便宜上「町」と記述する）である。この町は、シュトゥットガルト地方（1992年まではミッテレラー・ネッカー地方）およびシュトゥットガルト大都市圏に属す。

## 地理

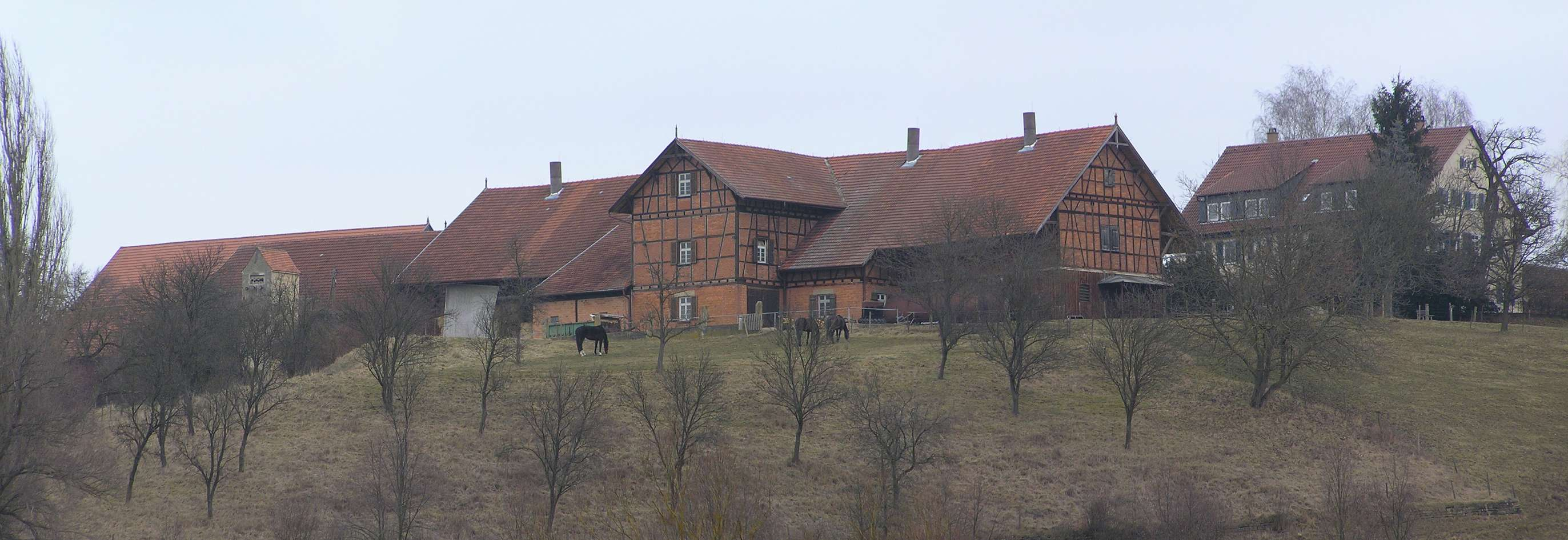
ホーフグート・タッヒェンハウゼン

### 位置
オーバーボイヒンゲンの町域は、シュヴァーベン・アルプ中央部の麓とニュルティンゲン＝エスリンゲン・ネッカータールとの境界部に位置しており、ネッカー川を挟んでフィルダー平地に接している。ネッカー川上流域の右岸に接する名前の由来となった集落は、タールバッハ川の小さな横谷の丘陵地に広がっている。この集落はニュルティンゲンから北東に約 3 km、郡庁所在地のエスリンゲン・アム・ネッカーから南南東に約 11 km 離れている。町内をホイスペンベヒレ川が流れ、町の境界付近でマールバッハ川に注ぐ。マールバッハ川はネッカーアウエの住宅地が始まる付近でネッカー川に合流する。北東の町境はベンツェンフルトの小川がこれを形成しており、その下流でネッカー川に注ぐ。

### 自治体の構成
自治体オーバーボイヒンゲンには、オーバーボイヒンゲン地区の他に、東部のタールバッハ川右岸の丘陵地にあるホーフグート・タッヒェンハウゼン（タッヒェンハウゼン農場）が含まれる。
農場の麓の谷に地理的に閉鎖された村落から離れて、やはりこの街に含まれる修道院の集落がある。

### 隣接する市町村
この町は、北東はヴェンドリンゲン・アム・ネッカー、東はキルヒハイム・ウンター・テックおよびヴェンドリンゲンの無人の飛び地、南から南西はニュルティンゲン、北西はネッカー川を挟んでウンターエンジンゲンと境を接する。以上、いずれの市町村もエスリンゲン郡に属している。

### 土地利用
2020年現在のこの町の用途別土地面積および占有率は以下の通りである。
| 用途         | 面積 (ha) | 占有率 (%) |
| ------------ | --------- | ---------- |
| 住宅用地     | 73        | 11.5       |
| 商工業用地   | 23        | 3.6        |
| レジャー用地 | 7         | 1.1        |
| 交通用地     | 49        | 7.7        |
| 農業用地     | 374       | 59.3       |
| 森林         | 66        | 10.5       |
| 水域         | 10        | 1.5        |
| その他       | 29        | 4.6        |
| 合計         | 631       | 100.0      |

## 歴史

### 中世
オーバーボイヒンゲンが独自に成立したのか、ウンターボイヒンゲンから分離して成立したのかは明らかでない。最初の文献記録は、12世紀から13世紀にヒルザウ修道院やザレム修道院に土地を寄進したボイヒンゲン領主家（de Buggingen）についてである。エーバーハルト・デ・ブッギンゲンとその兄弟であるエルキンベルトゥスおよびベルトルドゥスが、12世紀はじめにヒルザウ文書に記録されている。集落自体については1229年に Bogingin という表記で記録されている。ボイヒンゲンは元々テック公の支配下にあったが、ボイヒンゲンを含むニュルティンゲン周辺地域が1299年にヴュルテンベルク伯に割譲された。1357年以降には、オーバーボイヒンゲンとウンターボイヒンゲンが分割して記録されている。ボイヒンゲンは14世紀以降はヴュルテンベルクのアムト・ニュルティンゲンに属した。

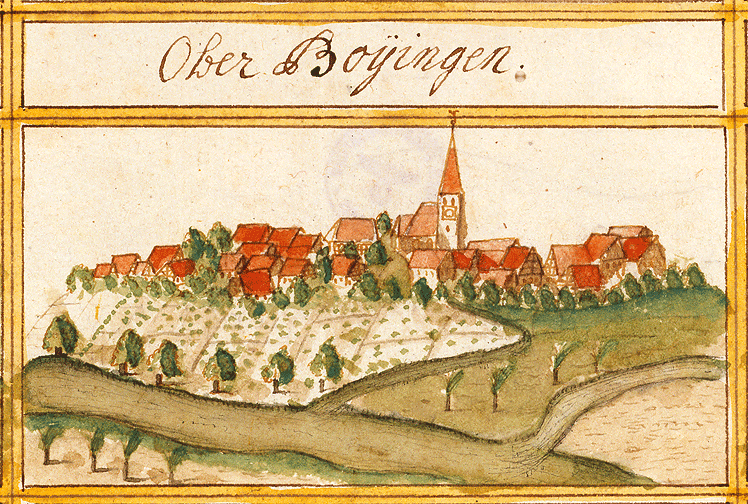
1683年頃にアンドレアス・キーザーが描いたオーバーボイヒンゲンの絵図

### 近世以後
三十年戦争の少し前、オーバーボイヒンゲンには約355人が住んでいた。三十年戦争終結後の人口は約125人であった。人口は1703年になってやっと333人まで回復した。
1806年に建国されたヴュルテンベルク王国の新しい行政制度が適用され、この町はオーバーアムト・ニュルティンゲンに属すこととなった。
ナチ時代のヴュルテンベルクの郡域再編により、1938年にオーバーボイヒンゲンは新設されたニュルティンゲン郡に編入された。
第二次世界大戦では、1944年11月26日にニュルティンガー通りの踏切にブロックバスター爆弾が投下された。1945年4月22日にアメリカ軍第103歩兵師団の兵士たちがニュルティンゲンから来てオーバーボイヒンゲンを占領した。その数日前にはフランス軍兵士がネッカー川対岸のオーバーエンジンゲンを占領していた。
この町はアメリカ管理地区の一部となり、1945年に新設されたヴュルテンベルク＝バーデン州に属し、1952年にはこの州から現在のバーデン＝ヴュルテンベルク州が成立した。
1973年、バーデン＝ヴュルテンベルク州の郡の再編によりオーバーボイヒンゲンはエスリンゲン郡に属した。

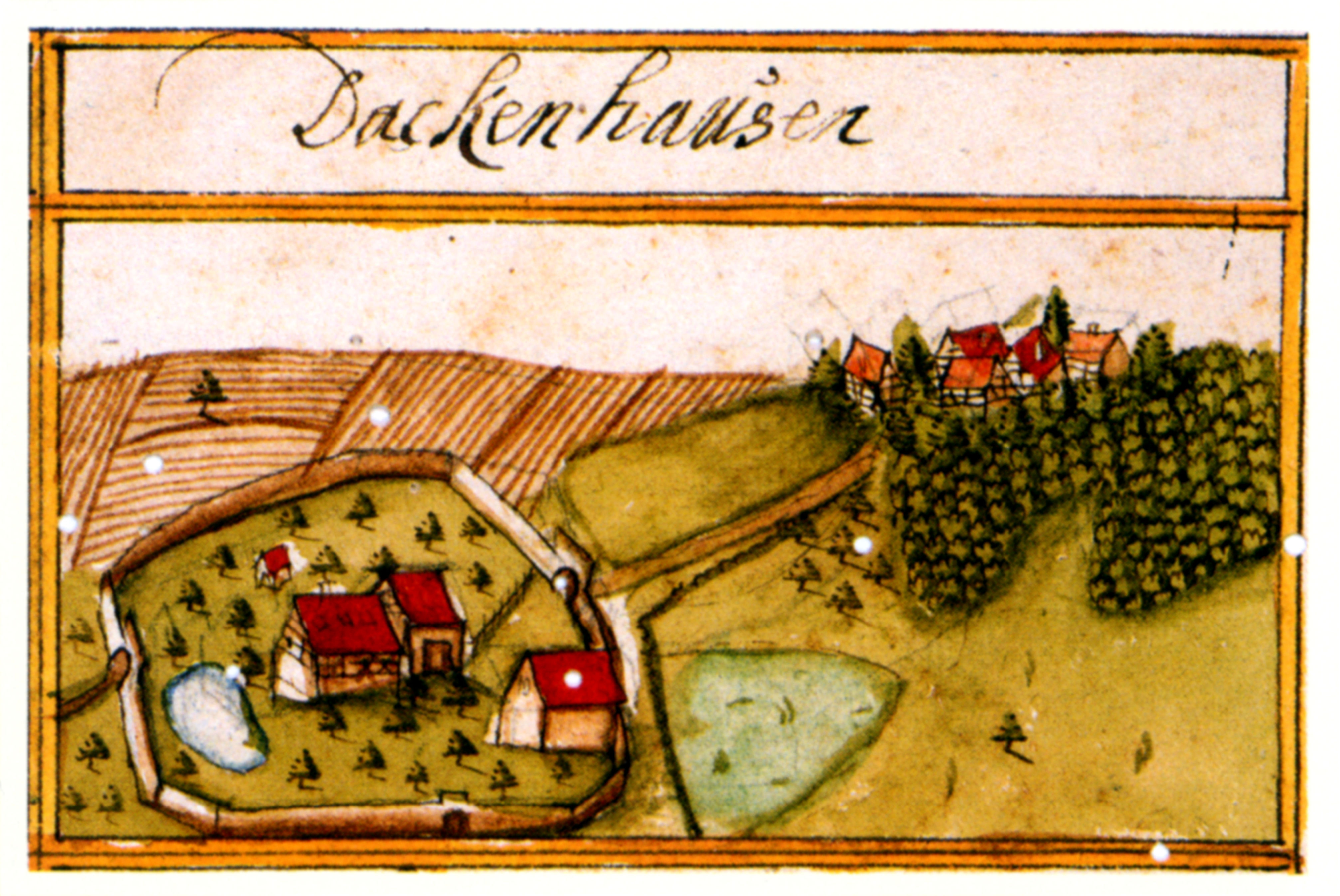
1683年頃にアンドレアス・キーザーが描いたタッヒェンハウゼンの絵図

### タッヒェンハウゼン
タッヒェンハウゼンは、初めは小さな村を伴う城塞であった。城塞は13世紀半ばに現在のホーフグート（農場）の南に建設された。1394年に、当時すでに再び老朽化していた城塞の麓に巡礼礼拝堂が建設された。その近くに、1460年からニュルティンゲンの市民が小さな施療院を建設した。教会と教団の建物は1538年にどちらも大部分が取り壊された。アンドレアス・キーザーが絵図に描いた時には、教団があったおおよその位置だけが分かる状態であった。

## 住民

### 宗教
宗教改革以後、オーバーボイヒンゲンでは福音主義が大勢を占めた。約2,550人のキリスト教徒が1つの教会組織を形成していた。礼拝はバルトロメウス教会で執り行われた。ヴュルテンベルク福音主義州教会の教会人員削減策（教区計画 2024）の枠組みで、近隣のロイデルン及びツィツィスハウゼンの教会と共同活動が模索されている。
宗教改革以後オーバーボイヒンゲンには、福音主義のヴュルテンベルク全域がそうであったように、ローマ＝カトリックの教区は存在しなかった。第二次世界大戦後に、特に旧ドイツ東部領土から逐われたた人々が移住したことで、オーバーボイヒンゲンのカトリック信者数が大きく増加した。1964年からオーバーボイヒンゲンのカトリック信者も独自の教会堂、三位一体教会を持つことができた。教会組織上この教会は、ウンターボイヒンゲンの聖コルンバン教会の下位に位置づけられており、2001年以降はカトリックのウンターエンジンゲン＝ケンゲン教区とともに司牧会を形成している。
オーバーボイヒンゲンには新使徒教会も独自の教会堂を有している。

### 人口推移
- 1824年:    979 人
- 1834年:    983 人
- 1861年: 1,050 人
- 1900年: 1,208 人
- 1939年: 1,855 人
- 1946年: 2,304 人
- 1961年: 3,039 人
- 1970年: 3,810 人
- 1991年: 4,947 人
- 1995年: 5,171 人
- 2000年: 5,385 人
- 2005年: 5,385 人
- 2010年: 5,387 人
- 2015年: 5,469 人
- 2020年: 5,583 人

## 行政

### 議会
オーバーボイヒンゲンの町議会は14議席からなる。町議会は選出された名誉職の議員と議長を務める町長で構成される。町長は町議会において投票権を有している。

### 首長
- 1949年 - 1983年: クルト・マイアー
- 1983年 - 2007年: ヘルムート・クレンク
- 2007年 - : トルステン・ホーゲ

### 紋章
図柄: 銀地（白地）。横たわる4本の枝がある黒い鹿の角の下に黒いヴォルフスアンゲル（オオカミの罠）。

### 姉妹自治体
- ゼーベルゲン（ドイツ、テューリンゲン州、ドライ・グライヒェンン（ドイツ語版、英語版）の地区）1991年[6]

## 経済と社会資本

### 経済
かつてオーバーボイヒンゲンは特に農業が主体であった。1960年代になるまで羊飼いが町の重要な産業であった。現在は工業や商業の他に手工業がオーバーボイヒンゲンの経済で重要な役割を担っている。この町で最大の雇用主が自動車部品のボルグワーナー（旧ヴァーラー、2014年4月1日に吸収合併された）とフォーゲル駆動技術およびリーンプ電子工業である。
タッヒェンホイザー・ホーフはオーバーボイヒンゲンの町域内にあるものの、所有者はニュルティンゲン市である。このかつての農場は現在、ニュルティンゲン＝ガイスリンゲン経済および環境大学の農業教育・研究用地として利用されている。非常によく手入れがなされた庭園は散策に最適である。以前この土地では遺伝子組み換えのテンサイやトウモロコシといった物議を醸す研究がなされていたが、2008年に農場が封鎖され、研究は終結した。

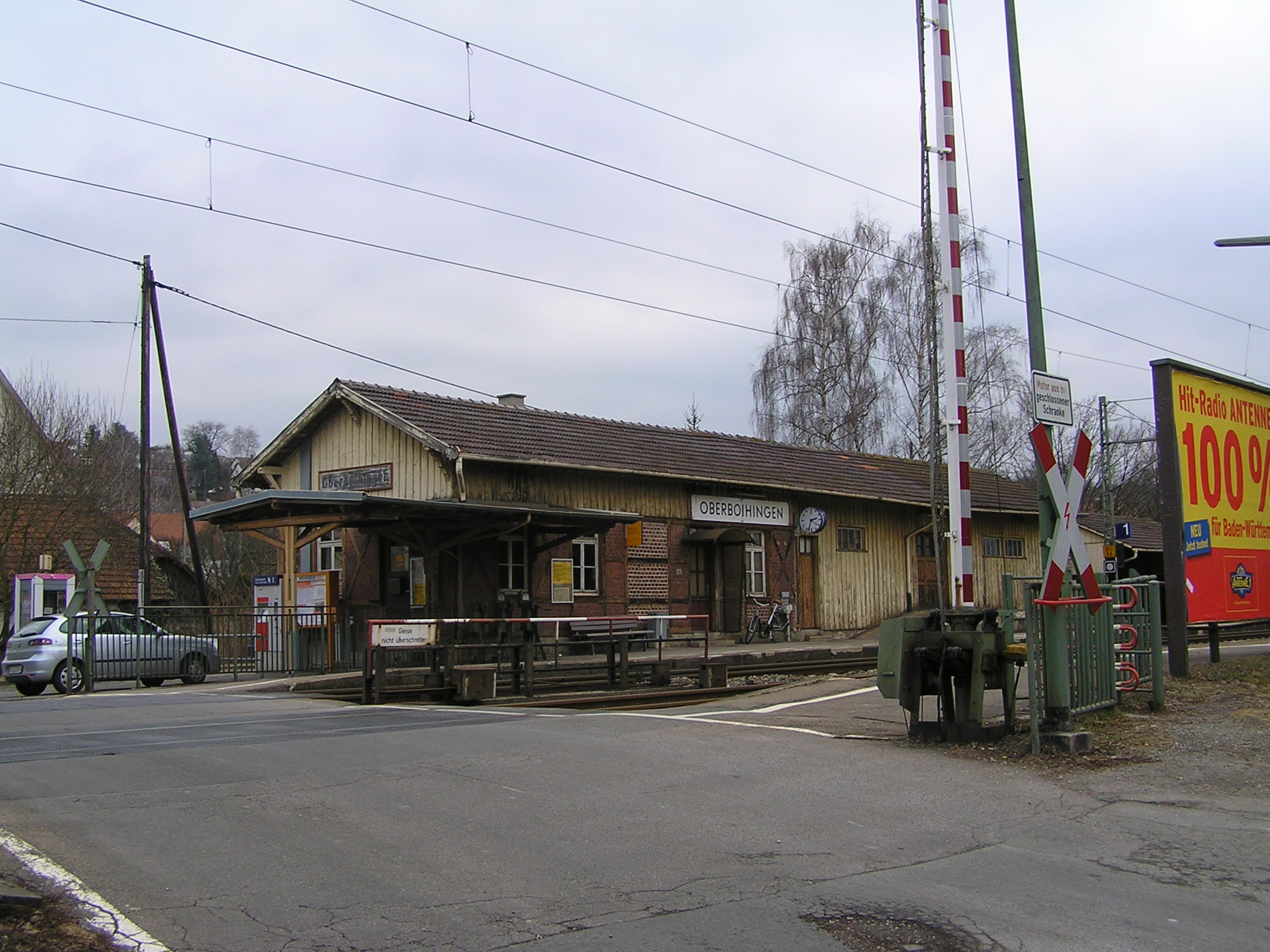
オーバーボイヒンゲン駅

### 交通
プロヒンゲン - インメンディンゲン線の駅によってオーバーボイヒンゲンは鉄道網に接続している。オスターブルケンからテュービンゲンへのレギオナルバーン RB 18 がこの路線を利用している。
特殊なのは、この地区内にあった3つの踏切である。これらは踏切番がハンドルを使って機械的に遮断器を操作するものであった。これはバーデン＝ヴュルテンベルク州で最後の踏切番所であった。踏切は2012年5月21日にアンダーパスに置き換えられ、踏切番所は取り壊された。
OVK-バス路線 196番がオーバーボイヒンゲン（町内に3つの停留所がある）とヴェンドリンゲンおよびニュルティンゲンとを結んでいる。
連邦アウトバーン8号（A8号線）シュトゥットガルト - ウルム線が、オーバーボイヒンゲンの北数kmを通っている。この町へはヴェンドリンゲン・インターチェンジ (55) およびキルヒハイム/テック西インターチェンジ (56) を使ってアクセス可能である。
シュトゥットガルト空港は、A8号線経由で約15分から20分の距離にある。
ネッカー川はオーバーボイヒンゲンでは交通上の役割を担っていない。約 10 km 下ったプロヒンゲンから内陸航行用運河が整備されており、船舶による貨物輸送が可能である。
ネッカー川の左岸をこの町沿いにネッカータール自転車道が通っている。
全長約 11.5 km の環状遊歩道がオーバーボイヒンゲンを囲んで通っており、オーバーボイヒンゲンを発見し、多くの魅力的な景観を楽しむことができる。インフォメーションスタンドがスポーツ広場に設けられており、散策者が地図で環状周遊道の概略を把握し、町の情報を得られるようになっている。

### 教育施設
オーバーボイヒンゲンには、作業実科学校課程を有する基礎課程・本課程学校キルヒラインシューレがある。この他に4つの幼稚園がある。上級の学校は隣接するヴェンドリンゲンやニュルティンゲンに存在する。
リンゼンホーファー障害者支援団 e.V. は、オーバーボイヒンゲンで障害者のための作業施設や住居を運営している。

## 文化と見所

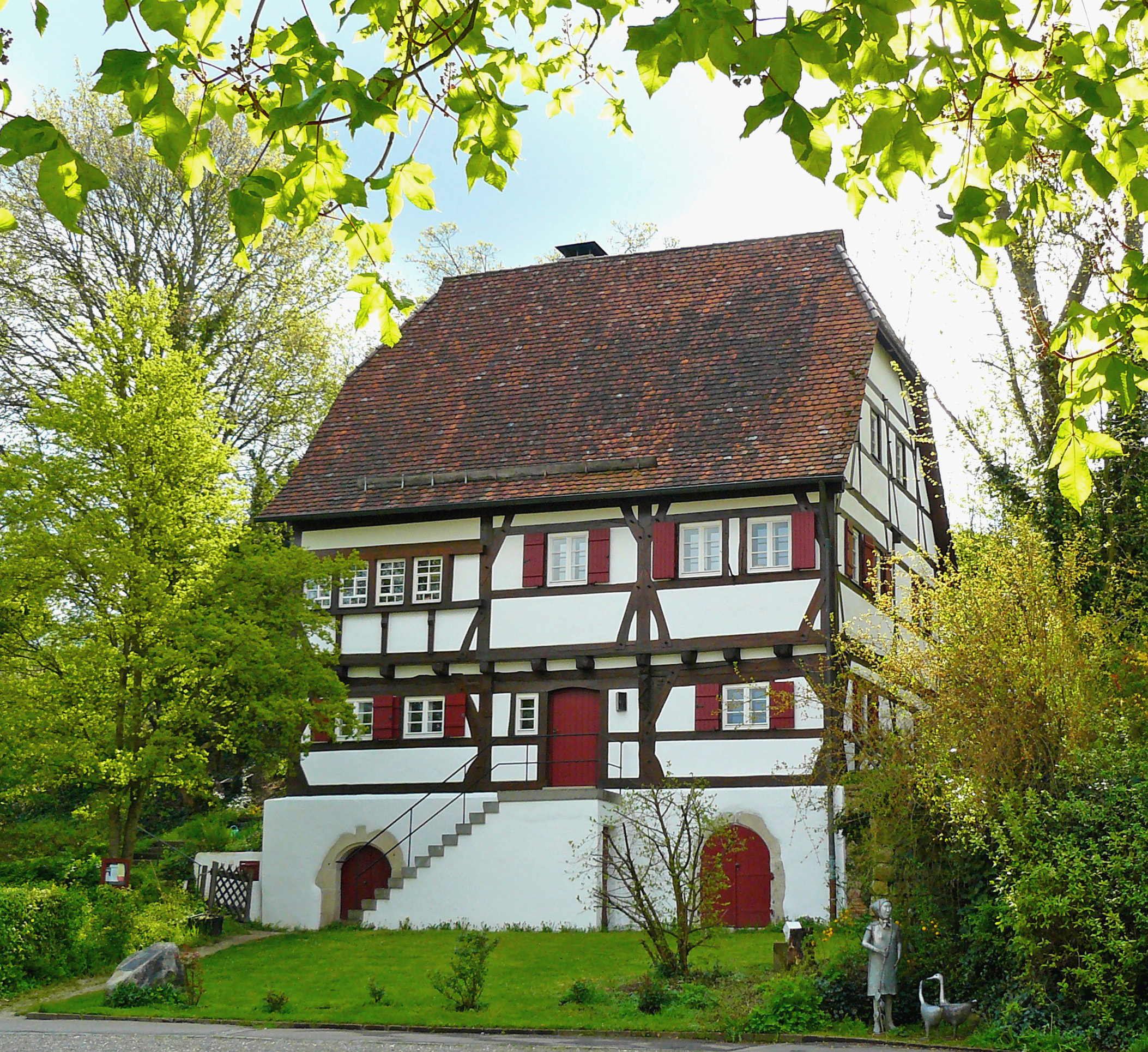
牧師館ホーエンツヴィール

### 建築
オーバーボイヒンゲンの重要な見所の1つが、1467年に建設された古い牧師館ホーエンツヴィールである。これはエスリンゲン郡で最も古い牧師館である。
鉄道愛好家には駅舎も見所である。この建物は2012年になるまで、バーデン＝ヴュルテンベルク州最後の手動式踏切施設を有していた。

### 年中行事
伝統的に第1アドヴェントの週末にドルフ広場で開催されるオーバーボイヒンゲンのクリスマスマーケットが良く知られている。この町の生活のハイライトとも言うべきなのがオーバーボイヒンゲンのドルフフェスト（直訳: 村祭り）である。この祭は2年に1度、夏季休暇の最終週末に、地元のクラブ、教会、団体が共同で設けたドルフフェスト運営会が開催している。

## 人物

### ゆかりの人物
- エドゥアルト・メーリケ（1804年 - 1875年）1826年に半年間オーバーボイヒンゲンに住んだ。

## 関連図書
- Hans Schwenkel (1953). Heimatbuch des Kreises Nürtingen. Band 2. Würzburg. pp. 925–947
- Ewald Koch (1967). Oberboihingen und seine Geschichte. Gemeinde Oberboihingen
- Otto Haussmann (1986). Oberboihingen einst und jetzt. Horb am Neckar: Geiger. ISBN 978-3-924932-87-9
- Landesarchiv Baden-Württemberg i. V., Landkreis Esslingen, ed (2009). Der Landkreis Esslingen, Band 2. Ostfildern: Jan Thorbecke Verlag. p. 311. ISBN 978-3-7995-0842-1
- August Friedrich Pauly, ed (1848). “Ober-Boihingen”. Beschreibung des Oberamts Nürtingen. Die Württembergischen Oberamtsbeschreibungen 1824–1886. Band 25. Stuttgart / Tübingen: Cotta’sche Verlagsbuchhandlung. pp. 204–209